# Гонсалес, Гастон
Гастон Николас Гонсалес (исп. Gastón Nicolás González; род. 27 июня 2001, Санта-Фе, Аргентина) — аргентинский футболист, вингер клуба «Орландо Сити», выступающий на правах аренды за клуб «Насьональ» (Монтевидео).

## Клубная карьера
Гонсалес — воспитанник клуба «Унион Санта-Фе» из своего родного города. 14 апреля 2019 года в поединке суперкубка аргентинской лиги против «Сан-Мартин Тукуман» Гастон дебютировал за основной состав. 1 ноября 2020 года в матче против «Арсенала» он дебютировал в аргентинской Примере. 21 декабря в поединке против «Росарио Сентраль» Гастон забил свой первый гол за «Унион Санта-Фе».
5 мая 2022 года Гонсалес перешёл в американский «Орландо Сити», подписав трёхлетний контракт с опциями продления ещё на три года, но сразу же был внесён в список травмированных до конца сезона из-за травмы передней крестообразной связки колена, полученной в матче «Униона» против «Сан-Лоренсо» 19 апреля. В MLS он дебютировал 4 марта 2023 года в матче против «Цинциннати».
27 января 2024 года Гонсалес отправился в аренду в уругвайский «Насьональ» на один год с опцией выкупа. За «Насьональ» он дебютировал 6 февраля в матче ⅛ финала Кубка Уругвая 2023 против «Ливерпуля», заменив в перерыве между таймами Лукаса Санабрию.